# Ajon (cratère)
Pour les articles homonymes, voir Ajon.
Le cratère Ajon est un cratère d'impact de 8,08 km de diamètre situé sur Mars dans le quadrangle d'Amenthes. Il a été nommé en référence à la ville d'Aïon (en) en Russie.